# Pico Polanco

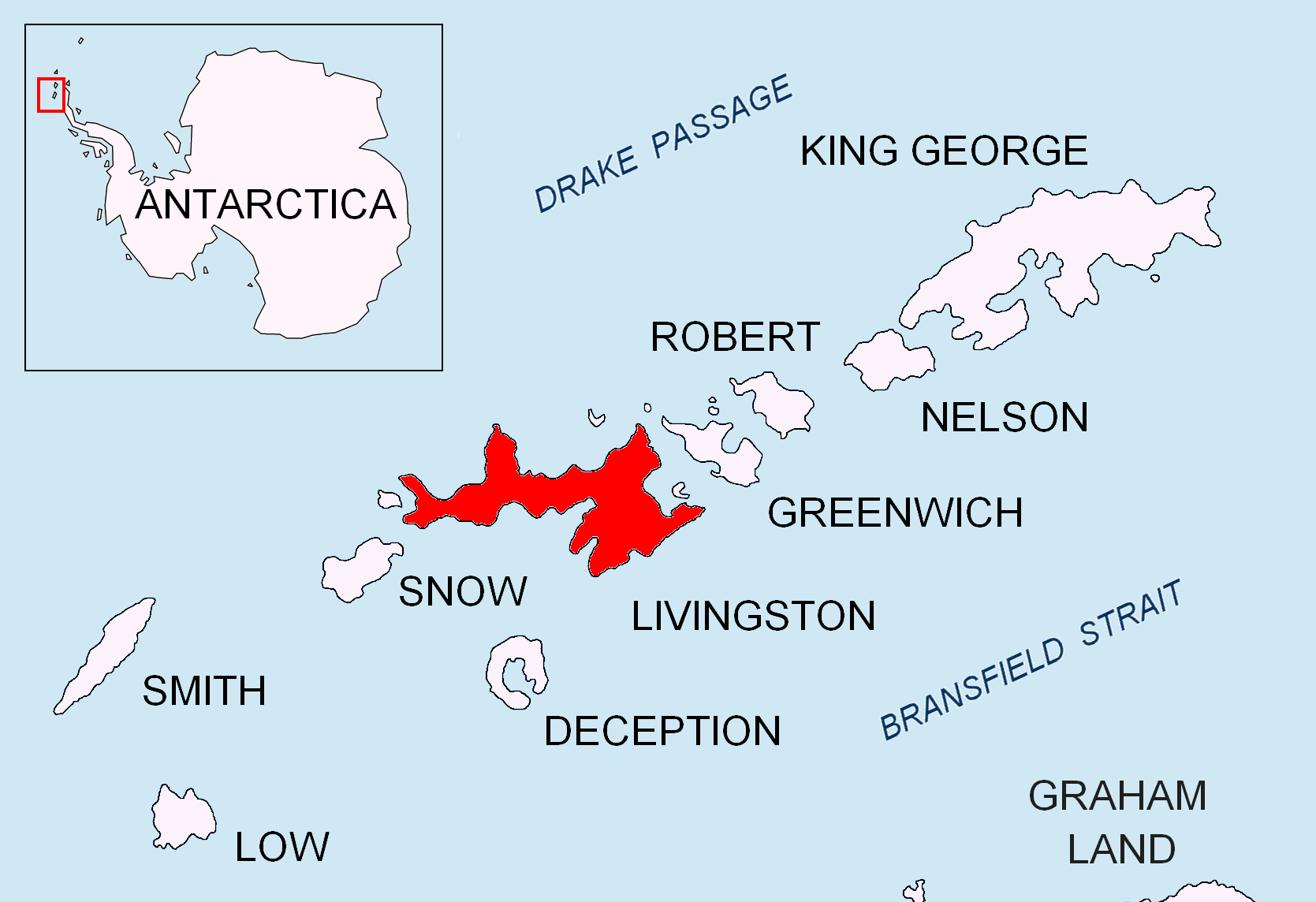
Ubicación de la isla Livingston en las Islas Shetland del Sur

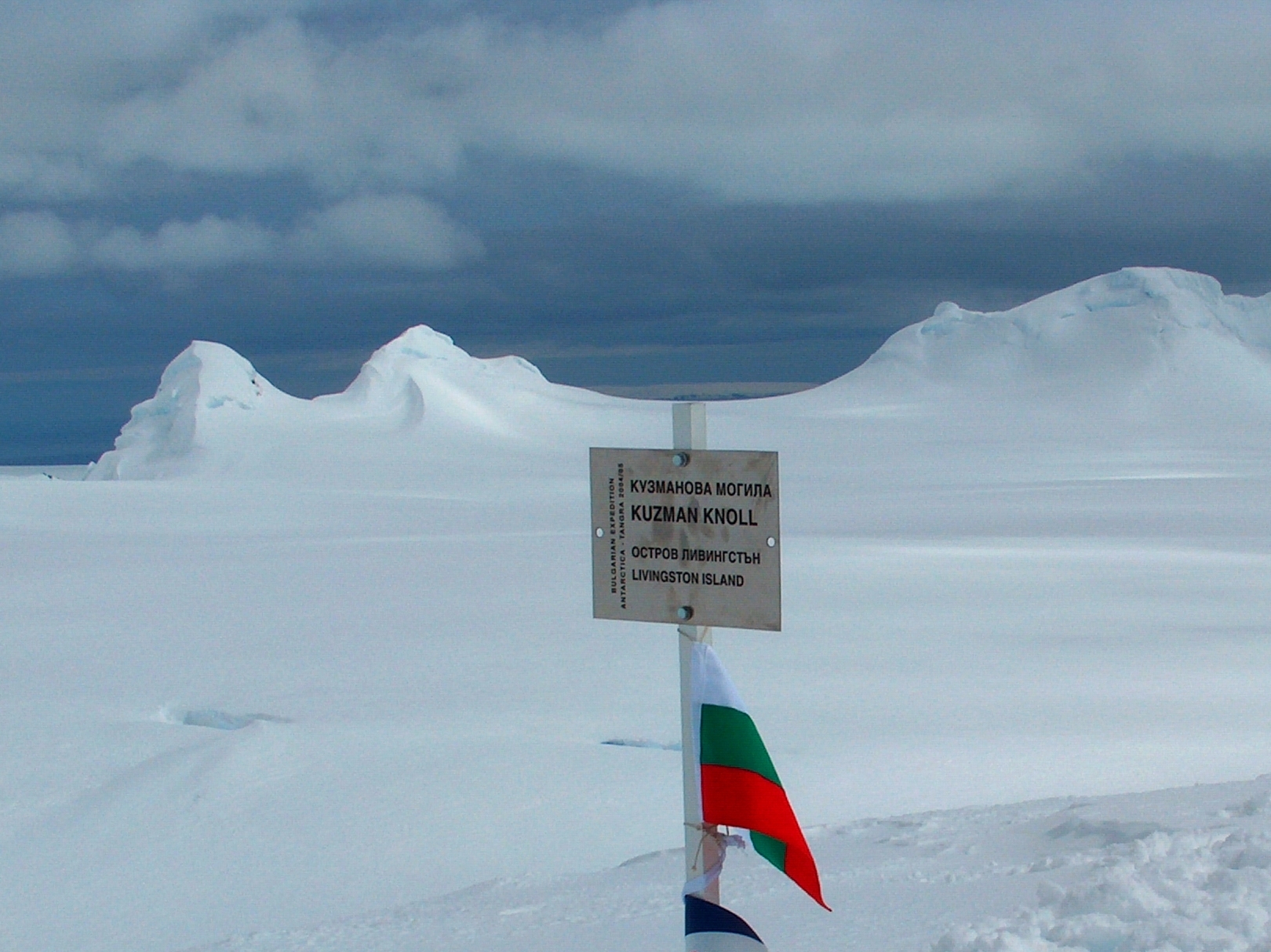
Pico Polanco, Puerta de Orfeo y Cresta Pliska (de derecha a izquierda) desde Kuzman Knoll, con Wörner Gap en primer plano

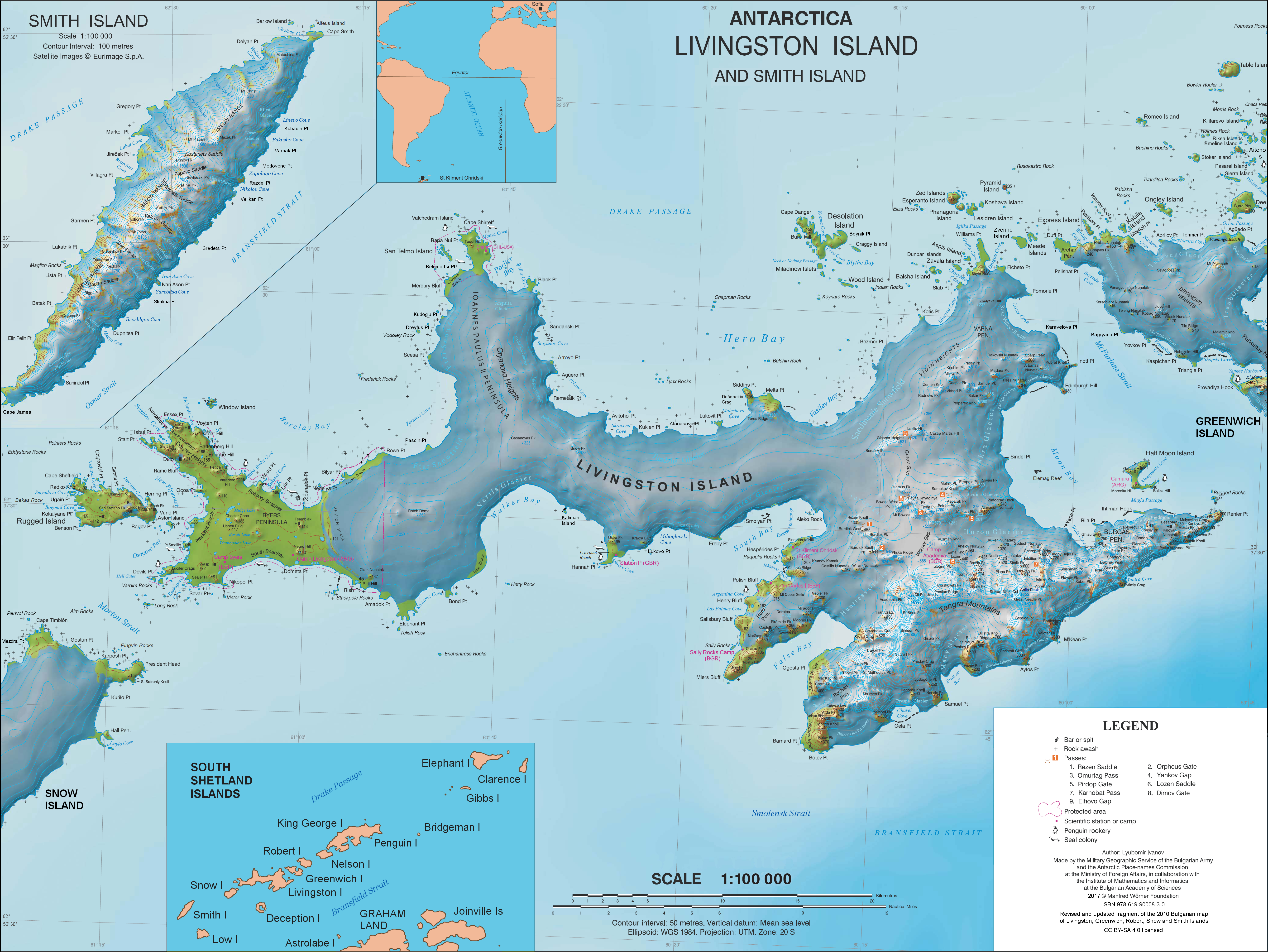
Mapa topográfico de la isla Livingston y la isla Smith

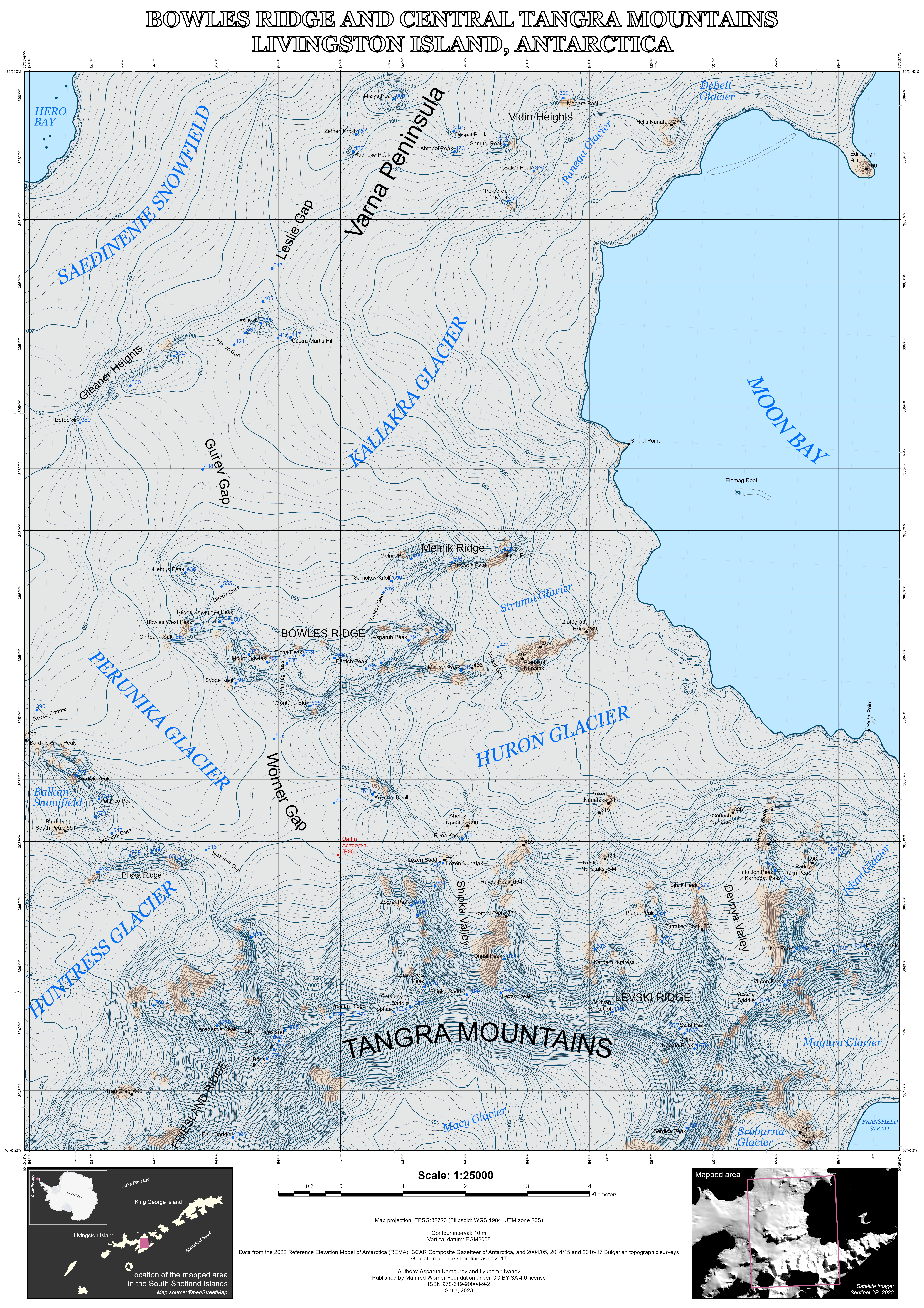
Mapa topográfico del este de la isla Livingston con el pico Polanco

Pico Polanco  (en búlgaro, Пико Поланко) es el pico cubierto de hielo que alcanza los 721 m  en el lado noroeste del paso Orpheus Gate en la isla oriental de Livingston en las Islas Shetland del Sur, Antártida. El pico se encuentra al suroeste del glaciar Perunika, al noreste del glaciar Huntress y al este del campo de hielo de los Balcanes. Fue ascendido por primera vez el 20 de noviembre de 2003 por un equipo desde la base antártica española Juan Carlos I, liderado por Àlex Simón i Casanovas. 
El pico fue nombrado en honor al diplomático español Alejandro Polanco Mata por su destacada contribución al fortalecimiento de la cooperación científico-logística entre Bulgaria y España en la Antártida. Polanco, quien ha desarrollado una extensa carrera en el servicio exterior español, fue embajador de España en la República de Bulgaria entre 2019 y 2024, periodo durante el cual se consolidaron diversos proyectos conjuntos en el marco del Programa Antártico Búlgaro y su colaboración con instituciones científicas españolas.
Su respaldo institucional resultó especialmente relevante para facilitar la cooperación logística entre la base búlgara St. Kliment Ohridski y la base española Juan Carlos I, ambas situadas en la isla Livingston, consolidando un ejemplo de colaboración internacional en el continente antártico.

## Ubicación
El pico se encuentra en 62°38′18.3″S 60°14′50.4″O / -62.638417, -60.247333, lo cual se encuentra a 525 metros al suroeste de Burdick Peak. Todo ello se puede encontrar en cartografías británicas de 1968, detallado en mapas españoles de 1991 y cartografías búlgaras de 1996, 2005, 2009 y 2023 de encuestas topográficas de 1995/96 y 2004/05, así como datos de 2002 de Modelo de Elevación de Referencia de la Antártida (REMA, por sus sigas en inglés).

## Mapas
- Isla Livingston: Península Hurd. Mapa topográfico de escala 1:25000. Madrid: Servicio Geográfico del Ejército, 1991. (Mapa reproducido en la pág. 16 de la obra vinculada)
- L. L. Ivanov. Isla Livingston: Región Centro-Oriental. Mapa topográfico escala 1:25000. Sofía: Comisión de Topónimos Antárticos de Bulgaria, 1996.
- LL Ivanov et al. Antártida: Isla Livingston e Isla Greenwich, Islas Shetland del Sur. Mapa topográfico escala 1:100000. Sofía: Comisión de Topónimos Antárticos de Bulgaria, 2005.
- L. L. Ivanov. Antártida: Isla Livingston e islas Greenwich, Robert, Snow y Smith. Mapa topográfico escala 1:120000. Troyan: Fundación Manfred Wörner, 2009. ISBN 978-954-92032-6-4
- Base de datos digital antártica (ADD). Mapa topográfico de la Antártida a escala 1:250000. Comité Científico de Investigaciones Antárticas (SCAR). Desde 1993, actualizado y mejorado periódicamente.
- L. L. Ivanov. Antártida: Isla Livingston e Isla Smith. Mapa topográfico escala 1:100000. Fundación Manfred Wörner, 2017.ISBN 978-619-90008-3-0
- A. Kamburov y L. Ivanov. Cresta Bowles y montañas Tangra centrales: Isla Livingston, Antártida. Mapa a escala 1:25000. Sofía: Fundación Manfred Wörner, 2023.ISBN 978-619-90008-6-1